# Great South Pacific Express
Der Great South Pacific Express war ein touristischer Luxus- und Hotelzug, der in Australien verkehrte.

## Geschichte
Die 21 Wagen des Zuges wurden Ende der 1990er Jahre in den Werkstätten Townsville der Queensland Rail (QR), die den Zug dann betrieb, für 35 Mio. AU$ gebaut. Der Zug verkehrte von 1999 bis 2003 und hatte eine Kapazität für 100 Fahrgäste. In den vier Jahren des Betriebs fuhr der Zug ein Defizit von 12 Mio. AU$ ein.  Der Betrieb wurde daraufhin ein- und die Wagen abgestellt. Die Belmond-Gruppe kaufte die Fahrzeuge und transportierte sie 2016 nach Peru, wo sie, überarbeitet und modernisiert, heute als Belmond Andean Explorer verkehren.

## Betrieb
Die Wagen waren nostalgisch, dem Venice Simplon Orient Express nachempfunden, dessen Betreiber den Zug zusammen mit QR verkehren ließ. Er befuhr die Verbindung Sydney–Brisbane–Cairns–Kuranda sowie nach Canberra, in die Blue Mountains und das Hunter Valley. Angeboten wurden drei Komfortklassen. Da die QR auf Kapspur, die Eisenbahn in New South Wales und die Bahnstrecke Sydney–Brisbane aber in Normalspur gebaut sind, waren die Fahrzeuge spurwechselfähig. Umspurbahnhof war der Betriebsbahnhof Acacia Ridge, westlich von Brisbane.